# Tavola rotonda per l'olio di palma sostenibile

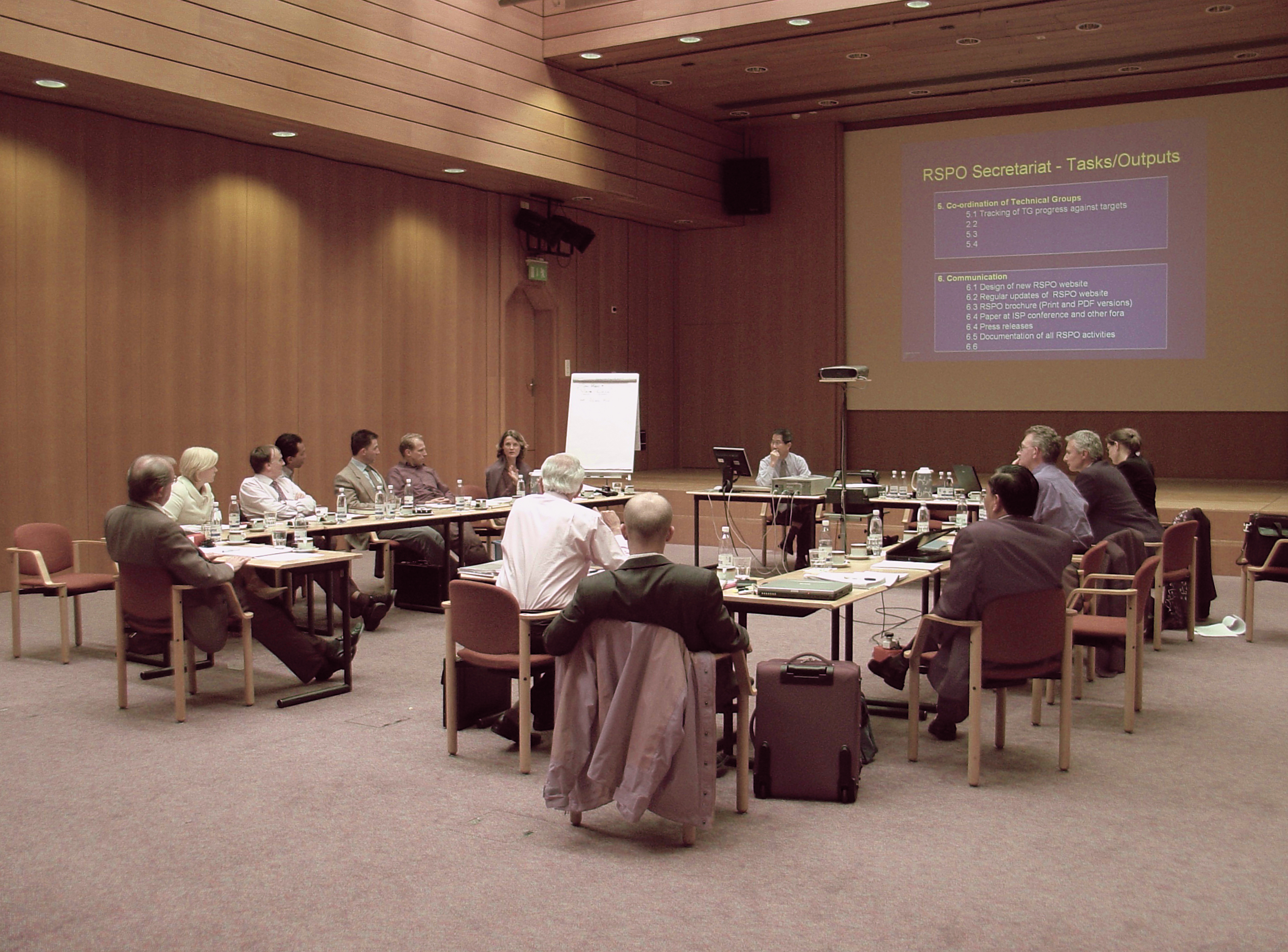
RSPO a Zurigo nel 2005

La Tavola rotonda per l'olio di palma sostenibile, in acronimo RSPO per l'inglese Roundtable on Sustainable Palm Oil, è un'organizzazione agricola nata nel 2004 con l'obiettivo di promuovere la crescita e l'uso di prodotti di olio di palma sostenibile attraverso standard globali credibili e il coinvolgimento delle parti interessate. La sede è a Zurigo, in Svizzera, mentre la segreteria si trova a Kuala Lumpur con alcuni uffici a Giacarta.
RSPO è un'associazione no profit che rappresenta le parti interessate di sette settori industriali dell'olio di palma, tra cui i produttori, i commercianti, i consumatori dei beni prodotti, i dettaglianti, banche e investitori, organizzazioni non governative ambientali e sociali per sviluppare e creare standard globali sostenibili per l'olio di palma.
Tutti essi sono rappresentati nell'esecutivo di RSPO e nei gruppi di lavoro di progetto di ogni settore dando uguali diritti a ogni parte interessata per portare le specifiche proprie agende programmatiche e facilitare il lavoro insieme di parti tradizionalmente avverse e in competizione e arrivare ad obiettivi consensuali.
L'organizzazione tiene incontri annuali chiamati RT o Round Table Meeting (Incontri di tavola rotonda).

## Opinioni delle organizzazioni ambientali
Le organizzazioni non governative interessate alle istanze legate alla produzione di olio di palma e alla distruzione delle foreste pluviale relative a questo prodotto, tra cui Friends of the Earth International,  Greenpeace, Rainforest Action Network, WWF, sono divise sull'operato di RSPO.
La prima è molto critica nei suoi confronti, Greenpeace non ha una posizione chiara, La rete di azione per le foreste pluviali è a supporto ed infine il WWF  riconosce dei meriti di alcuni aziende facenti parte di RSPO mentre le altre hanno ancora da lavorare su questo fronte ma con uno sguardo positivo verso il futuro.